# Gle Lhokseumantok
Gle Lhokseumantok är ett berg i Indonesien.   Det ligger i provinsen Aceh, i den västra delen av landet, 1 800 km nordväst om huvudstaden Jakarta. Toppen på Gle Lhokseumantok är 36 meter över havet.
Terrängen runt Gle Lhokseumantok är platt åt sydväst, men åt nordost är den kuperad.Runt Gle Lhokseumantok är det ganska glesbefolkat, med 50 invånare per kvadratkilometer. I omgivningarna runt Gle Lhokseumantok växer i huvudsak städsegrön lövskog.